# Hundens paradis
Hundens paradis är en roman från 2010 av Reidar Jönsson. Romanen är den tredje delen i Hundtrilogin, som inleddes med Mitt liv som hund och En hund begraven.